# Stiphropus
Stiphropus Gerstäcker, 1873 è un genere di ragni appartenente alla famiglia Thomisidae.

## Distribuzione
Le 20 specie note di questo genere sono state rinvenute in Africa subsahariana, Asia centrale e meridionale (rispettivamente 12, 2 e 6 specie): la specie dall'areale più vasto è la S. drassiformis, reperita in alcune località dell'Africa orientale e meridionale

## Tassonomia
Non sono stati esaminati esemplari di questo genere dal 2011.
A gennaio 2015, si compone di 20 specie:
1. Stiphropus affinis Lessert, 1923 — Sudafrica
2. Stiphropus bisigillatus Lawrence, 1952 — Sudafrica
3. Stiphropus dentifrons Simon, 1895 — Gabon, Congo, Isola di Bioko (Golfo di Guinea)
4. Stiphropus drassiformis (O. P.-Cambridge, 1883) — Africa orientale e meridionale
5. Stiphropus duriusculus (Simon, 1885) — India
6. Stiphropus falciformus Yang, Zhu & Song, 2006 — Cina
7. Stiphropus gruberi Ono, 1980 — Sumatra
8. Stiphropus intermedius Millot, 1942 — Costa d'Avorio
9. Stiphropus lippulus Simon, 1907 — Guinea-Bissau
10. Stiphropus lugubris Gerstäcker, 1873[2] — Africa orientale
11. Stiphropus melas Jézéquel, 1966 — Costa d'Avorio
12. Stiphropus minutus Lessert, 1943 — Congo
13. Stiphropus monardi Lessert, 1943 — Congo
14. Stiphropus niger Simon, 1886 — Africa occidentale
15. Stiphropus ocellatus Thorell, 1887 — Cina, Birmania, Vietnam
16. Stiphropus sangayus Barrion & Litsinger, 1995 — Filippine
17. Stiphropus scutatus Lawrence, 1927 — Namibia
18. Stiphropus sigillatus (O. P.-Cambridge, 1883) — Sri Lanka
19. Stiphropus soureni Sen, 1964 — India, Nepal, Bhutan
20. Stiphropus strandi Spassky, 1938 — Asia centrale

### Specie trasferite
- Stiphropus cataphractus Simon, 1908; posta in sinonimia con S. ocellatus Thorell, 1887 a seguito di un lavoro di Ono, (1980b)[1].
- Stiphropus guineensis Millot, 1941; posta in sinonimia con S. niger Simon, 1886 a seguito di un lavoro di Jézéquel (1964c)[1].